# Oscar Kreuzer
Oscar Kreuzer (pronunciación en alemán: /ˈɔskaʁ ˈkʁɔʏtsɐ/; 14 de junio de 1887 - 3 de mayo de 1968) fue un jugador de tenis y rugby de Alemania.

## Biografía
Kreuzer nació en Fráncfort del Meno el 14 de junio de 1887.
Participó en los Juegos Olímpicos de 1908 y en los Juegos Olímpicos de 1912 en Estocolmo, Suecia, donde ganó una medalla de bronce en el torneo individual masculino. En 1912, también llegó a la final del World Hard Court Championships en París, donde perdió ante su compatriota Otto Froitzheim. En el Wimbledon, alcanzó su mejor resultado en 1913, llegando a las semifinales antes de ser eliminado por Stanley Doust.
Además del tenis, Kreuzer también destacó en el rugby. Ganó el campeonato alemán con su club SC 1880 Frankfurt en 1910 y jugó varios partidos internacionales para Alemania.
A finales de julio de 1914, él y Otto Froitzheim jugaron la semifinal del International Lawn Tennis Challenge en Pittsburgh contra Australasia. Cuando estalló la Primera Guerra Mundial, el presidente del club local de tenis no informó a Froitzheim y Kreuzer para no interrumpir el partido. El equipo alemán perdió 0-5. En su regreso a Alemania, su barco de vapor italiano America fue detenido frente a Gibraltar por un buque de guerra británico y fueron encarcelados en Gibraltar durante varios meses antes de ser enviados a campos de detención en Inglaterra. Mientras Kreuzer estuvo en un campo cerca de Leeds, el oficial Froitzheim fue retenido en Donnington Hall hasta el final de la guerra en 1918.
En 1920 ganó el Campeonato Internacional de Alemania en el club Rothenbaum de Hamburgo, venciendo a Louis Maria Heyden en la final en tres sets consecutivos.
Después de retirarse de los torneos de tenis, Kreuzer se estableció en Wiesbaden, cerca de su amigo Froitzheim. Falleció allí el 3 de mayo de 1968.